# A Trick of the Tail Tour
Die A Trick of the Tail Tour war eine Tournee der britischen Progressive-Rock-Band Genesis. Sie führte die Gruppe zwischen März und Juli 1976 durch Nordamerika und Europa. Zugleich war es die erste Tournee der Band nach dem Ausstieg von Peter Gabriel.

## Hintergrund
Kurz nach der Veröffentlichung ihres Albums A Trick of the Tail starteten Genesis am 25. März 1976 in London (Ontario) ihre erste Tournee mit Phil Collins als Leadsänger, die am 11. Juli des gleichen Jahres im englischen Stafford endete. Um Collins seine neue Rolle als Frontmann auch live zu ermöglichen, wurde Bill Bruford als Tournee-Schlagzeuger engagiert (Collins spielte aber bei Konzerten weiterhin ebenfalls Schlagzeug, vor allem bei längeren Instrumentalpassagen.) Bruford wurde von Collins ausgewählt, da sie bereits gemeinsam einige Gigs in der Band Brand X gespielt hatten und Collins zudem von Brufords Arbeiten als Mitglied von Yes und King Crimson sehr beeindruckt war. Die Abschluss-Shows in Glasgow und Stafford wurden für den Konzertfilm Genesis: In Concert (1977) unter der Regie von Tony Maylam gefilmt. Der Film wurde am 31. Januar 1977 im ABC1 Cinema in der Shaftesbury Avenue als Doppelvorstellung mit Maylams anderem Rockkonzertfilm White Rock (1977) im Beisein von Prinzessin Anne und ihrem Mann Captain Mark Phillips uraufgeführt. Die US-Premiere fand am 31. Oktober 1977 im Magno Screening Room im MGM Building in New York City statt.
Weitere Aufnahmen dieser Tournee erschienen auf den Genesis-Livealben Seconds Out (1977) und Three Sides Live (UK Version, 1982), sowie auf der Raritäten-Sammlung Archive II – 1976–1992 (2000).

## Setlist

### Beispiel-Setlist
- Dance on a Volcano
- The Lamb Lies Down on Broadway
- Fly on a Windshield / Broadway Melody of 1974
- The Carpet Crawlers
- The Cinema Show
- Robbery, Assault and Battery
- White Mountain
- Firth of Fifth
- Entangled
- Squonk
- Supper’s Ready
- I Know What I Like (In Your Wardrobe)
- Los Endos

Zugabe:
- Medley (It/Watcher of the Skies)

## Tourdaten
| Nr.                 | Datum               | Stadt               | Land                | Veranstaltungsort           | Anmerkungen         |
| Leg 1 – Nordamerika | Leg 1 – Nordamerika | Leg 1 – Nordamerika | Leg 1 – Nordamerika | Leg 1 – Nordamerika         | Leg 1 – Nordamerika |
| ------------------- | ------------------- | ------------------- | ------------------- | --------------------------- | ------------------- |
| 1                   | 25. März 1976       | London              | Kanada              | London Arena                |                     |
| 2                   | 27. März 1976       | Kitchener           | Kanada              | Memorial Auditorium         |                     |
| 3                   | 28. März 1976       | Buffalo             | Vereinigte Staaten  | New Century Theatre         |                     |
| 4                   | 29. März 1976       | Hamilton            | Kanada              | Place Theatre               |                     |
| 5                   | 31. März 1976       | Toronto             | Kanada              | Maple Leaf Gardens          |                     |
| 6                   | 1. April 1976       | Toronto             | Kanada              | Maple Leaf Gardens          |                     |
| 7                   | 2. April 1976       | Montréal            | Kanada              | Forum                       |                     |
| 8                   | 3. April 1976       | Ottawa              | Kanada              | Civic Centre                |                     |
| 9                   | 4. April 1976       | Quebec City         | Kanada              | Le Colisée                  |                     |
| 10                  | 7. April 1976       | Upper Darby         | Vereinigte Staaten  | Tower Theatre               | 2 shows             |
| 11                  | 7. April 1976       | Upper Darby         | Vereinigte Staaten  | Tower Theatre               | 2 shows             |
| 12                  | 8. April 1976       | New York City       | Vereinigte Staaten  | Beacon Theatre              |                     |
| 13                  | 9. April 1976       | New York City       | Vereinigte Staaten  | Beacon Theatre              | 2 shows             |
| 14                  | 9. April 1976       | New York City       | Vereinigte Staaten  | Beacon Theatre              | 2 shows             |
| 15                  | 10. April 1976      | Boston              | Vereinigte Staaten  | Orpheum Theatre             |                     |
| 16                  | 12. April 1976      | Baltimore           | Vereinigte Staaten  | Lyric Opera House           |                     |
| 17                  | 13. April 1976      | Pittsburgh          | Vereinigte Staaten  | Syria Mosque                |                     |
| 18                  | 14. April 1976      | Cleveland           | Vereinigte Staaten  | Music Hall                  |                     |
| 19                  | 15. April 1976      | Cleveland           | Vereinigte Staaten  | Music Hall                  |                     |
| 20                  | 16. April 1976      | Chicago             | Vereinigte Staaten  | Auditorium Theatre          |                     |
| 21                  | 17. April 1976      | Chicago             | Vereinigte Staaten  | Auditorium Theatre          |                     |
| 22                  | 19. April 1976      | Columbus            | Vereinigte Staaten  | Ohio Theatre                |                     |
| 23                  | 20. April 1976      | Detroit             | Vereinigte Staaten  | Ford Auditorium             |                     |
| 24                  | 21. April 1976      | Milwaukee           | Vereinigte Staaten  | Riverside Theatre           |                     |
| 25                  | 22. April 1976      | Grand Rapids        | Vereinigte Staaten  | Civic Theatre               |                     |
| 26                  | 23. April 1976      | St. Louis           | Vereinigte Staaten  | Ambassador Theatre          |                     |
| 27                  | 25. April 1976      | Kansas City         | Vereinigte Staaten  | Memorial Hall               |                     |
| 28                  | 29. April 1976      | Berkeley            | Vereinigte Staaten  | Community Theater           |                     |
| 29                  | 30. April 1976      | Fresno              | Vereinigte Staaten  | Warnors Theatre             |                     |
| 30                  | 1. Mai 1976         | Burbank             | Vereinigte Staaten  | Starlight Bowl              |                     |
| 31                  | 3. Mai 1976         | San Diego           | Vereinigte Staaten  | Sports Arena                |                     |
| 32                  | 5. Mai 1976         | Austin              | Vereinigte Staaten  | Hogg Memorial Auditorium    |                     |
| 33                  | 6. Mai 1976         | Houston             | Vereinigte Staaten  | Music Hall                  |                     |
| 34                  | 7. Mai 1976         | Fort Worth          | Vereinigte Staaten  | Will Rogers Memorial Center |                     |
| Leg 2 – Europa      |                     |                     |                     |                             |                     |
| 35                  | 9. Juni 1976        | London              | England             | Hammersmith Odeon           |                     |
| 36                  | 10. Juni 1976       | London              | England             | Hammersmith Odeon           |                     |
| 37                  | 11. Juni 1976       | London              | England             | Hammersmith Odeon           |                     |
| 38                  | 12. Juni 1976       | London              | England             | Hammersmith Odeon           |                     |
| 39                  | 13. Juni 1976       | London              | England             | Hammersmith Odeon           |                     |
| 40                  | 14. Juni 1976       | London              | England             | Hammersmith Odeon           |                     |
| 41                  | 15. Juni 1976       | Cambrai             | Frankreich          | Palais des Grottes          |                     |
| 42                  | 16. Juni 1976       | Den Haag            | Niederlande         | Congresgebouw               | 2 shows             |
| 43                  | 16. Juni 1976       | Den Haag            | Niederlande         | Congresgebouw               | 2 shows             |
| 44                  | 18. Juni 1976       | Düsseldorf          | Deutschland         | Philipshalle                |                     |
| 45                  | 19. Juni 1976       | Berlin              | Deutschland         | Deutschlandhalle            |                     |
| 46                  | 22. Juni 1976       | Brüssel             | Belgien             | Forest National             |                     |
| 47                  | 23. Juni 1976       | Paris               | Frankreich          | Pavillon de Paris           |                     |
| 48                  | 24. Juni 1976       | Lyon                | Frankreich          | Palais des Sports           |                     |
| 49                  | 26. Juni 1976       | Bern                | Schweiz             | Festhalle                   |                     |
| 50                  | 27. Juni 1976       | München             | Deutschland         | Olympiahalle                |                     |
| 51                  | 28. Juni 1976       | Bern                | Schweiz             | Festhalle                   |                     |
| 52                  | 29. Juni 1976       | Hamburg             | Deutschland         | CCH                         |                     |
| 53                  | 30. Juni 1976       | Göteborg            | Schweden            | Scandinavium                |                     |
| 54                  | 2. Juli 1976        | Düsseldorf          | Deutschland         | Philipshalle                |                     |
| 55                  | 3. Juli 1976        | St. Goarshausen     | Deutschland         | Freilichtbühne Loreley      |                     |
| 56                  | 4. Juli 1976        | Eppelheim           | Deutschland         | Rhein-Neckar-Halle          |                     |
| 57                  | 8. Juli 1976        | Glasgow             | Schottland          | Apollo Theatre              |                     |
| 58                  | 9. Juli 1976        | Glasgow             | Schottland          | Apollo Theatre              |                     |
| 59                  | 10. Juli 1976       | Stafford            | England             | New Bingley Hall            |                     |
| 60                  | 11. Juli 1976       | Stafford            | England             | New Bingley Hall            |                     |

## Band
- Tony Banks: Keyboards, Hintergrundgesang
- Phil Collins: Gesang, Schlagzeug, Percussion
- Steve Hackett: Gitarre
- Mike Rutherford: Bass, Rhythmusgitarre, Hintergrundgesang
- Bill Bruford: Schlagzeug, Percussion